# Fairtrade Gemeente

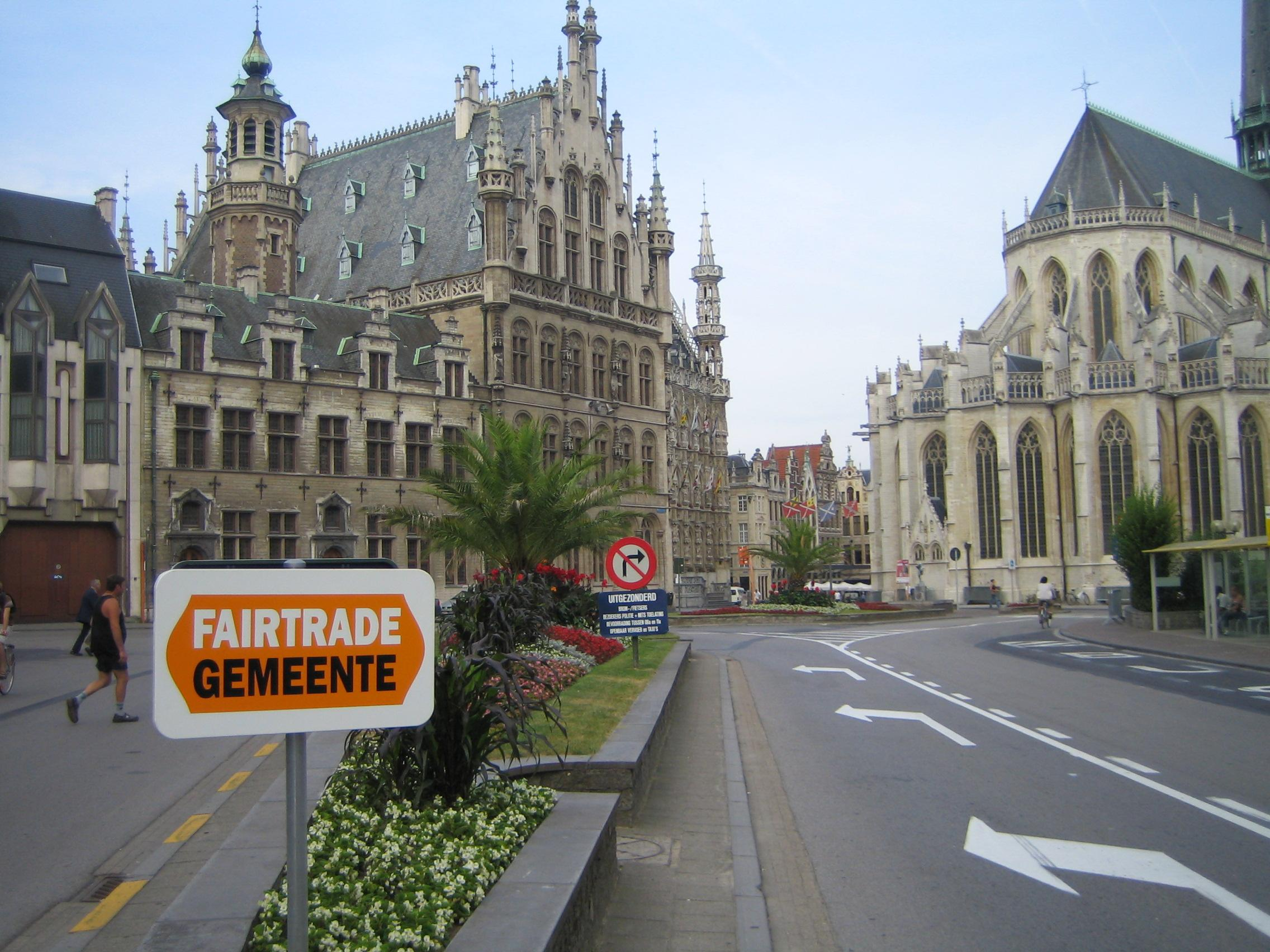
Aanduiding dat Leuven een Fairtrade Gemeente is

Fairtrade Gemeente is een titel voor gemeenten die zich hebben verbonden aan eerlijke handel, ofwel fairtrade. In Nederland heet de titel Fairtrade Gemeente en in Vlaanderen FairTradeGemeente. Fairtrade Gemeenten en haar inwoners hebben veel aandacht voor eerlijke handel. Zo werken de lokale overheid, bedrijven en burgers samen om de verkoop en de promotie van eerlijke producten te vergroten.

## Geschiedenis
Het initiatief Fairtrade Gemeente startte in 2001 in Engeland. Bruce Crowther vond als inwoner van Garstang, Lancashire, dat de winkels en horeca in zijn gemeente fairtradeproducten moesten verkopen. Na verschillende promotionele acties gingen de winkels en horeca overstag. Crowther riep daarop Garstang uit als eerste Fairtrade Town ter wereld. De Fairtrade Foundation ontwikkelde een aantal criteria en een campagnehandleiding. Daarmee stimuleerden ze andere gemeenten om het voorbeeld van Garstang te volgen. Sindsdien is het initiatief Fairtrade Gemeente sterk gegroeid. In Engeland zijn er anno 2009 bijna 500 Fairtrade Gemeenten. Ook gemeenten in andere landen zijn het voorbeeld van Garstang gevolgd. Wereldwijd zijn er bijna 1.250 Fairtrade Gemeenten verspreid over 24 landen: Australië, België, Brazilië, Canada, Denemarken, Duitsland, Finland, Frankrijk, Ierland, Italië, Nederland, Noorwegen, Oostenrijk, Spanje, Verenigd Koninkrijk, Verenigde Staten, Zweden, Nieuw-Zeeland, Ghana, Japan, Tsjechië, Costa Rica, Zwitserland en Luxemburg. Brazilië heeft als eerste Zuid-Amerikaanse land een Fairtrade Gemeente. Ghana als eerste Afrikaanse land, en Japan als eerste Aziatische land.

## Internationale criteria
Op internationaal niveau zijn de verschillende campagnes vijf criteria overeengekomen voor het behalen van de titel:
1. De lokale overheid spreekt zich positief uit over eerlijke handel en beslist om fairtradeproducten aan te kopen en te consumeren.
2. Verschillende winkels en horecazaken verkopen fairtradeproducten
3. Scholen, organisaties en bedrijven ondersteunen fairtrade en consumeren fairtradeproducten daar waar mogelijk.
4. Media-aandacht en publieksacties vergroten het draagvlak voor eerlijke handel in de gemeente.
5. Een lokale trekkersgroep of werkgroep coördineert de lokale campagne en zorgt voor het behoud van de titel.

De campagnes in Nederland en België hebben een kleine aanpassing gedaan in de volgorde van de criteria of hebben er nog een extra criterium aan toegevoegd.

## Fairtrade Gemeenten in Nederland
In 2007 zijn ICCO, de Landelijke Vereniging van Wereldwinkels, Stichting Max Havelaar en Vereniging COS Nederland deze campagne ook gestart in Nederland. Bijzonder is dat Fairtrade Gemeente in Nederland niet alleen aandacht heeft voor producten met het fairtrade keurmerk (Max Havelaar), maar ook voor eerlijke producten die voldoen aan keurmerken van andere instanties zoals de World Fair Trade Organization, de Landelijke Vereniging van Wereldwinkels, FairWear en MadeBy.
De Nederlandse werkgroepen moeten naast de vijf internationale criteria ook voldoen aan een zesde criterium gericht op maatschappelijk verantwoord ondernemen (MVO). Een gemeente dient een nieuw initiatief te hebben waarmee MVO in het plaatselijke bedrijfsleven wordt aangemoedigd.  Goes, Groningen en Het Bildt kregen in 2009 als eerste in Nederland de titel Fairtrade Gemeente. In 2010 kreeg ook Culemborg de erkenning van fairtrade gemeente. Inmiddels zijn er al 63 Fairtrade Gemeenten. Utrecht werd in 2015 de eerste fairtrade provincie. In 2016 werd Friesland de tweede.

## FairTradeGemeente in Vlaanderen
In Vlaanderen startte de campagne in 2004 als een concrete tool binnen de campagne ik ben verkocht. Sinds 2007 loopt de campagne zelfstandig voort en steunt ze ondertussen op meer dan 1.000 actieve vrijwilligers. De initiatiefnemende organisaties zijn Max Havelaar, Oxfam-Wereldwinkels en Rikolto (het vroegere Vredeseilanden). Op dit moment werkt ook 11.11.11 mee als partner.
Naast de vijf internationale criteria heeft België ervoor gekozen om een zesde criterium over duurzame en lokale landbouw toe te voegen: de gemeente neemt een initiatief dat lokale consumptie en productie van duurzame voedingsproducten stimuleert. Op die manier zorgt de campagne voor een duidelijke link tussen duurzaamheid in het Zuiden en in het Noorden.
Op dit moment is meer dan 60% van de Vlaamse gemeenten actief betrokken bij de campagne. 76 gemeenten onder hen hebben de titel van Fairtrade Gemeente reeds behaald.
In Vlaanderen werkt men ook aan een campagne voor provinciebesturen: Fairtradeprovincie. De criteria hiervoor lopen min of meer gelijk met de criteria voor gemeenten. Het is een aanvulling op de reeds bestaande en flink uitgebouwde fairtradewerking van de provinciebesturen.